# Espen Johnsen
Espen Johnsen (Kristiansand, 20 dicembre 1979) è un calciatore norvegese portiere del Randesund.

## Carriera

### Club

#### Vigør e Start
Johnsen ha cominciato la carriera con la maglia del Vigør, per passare poi allo Start nel 1998. L'anno successivo ha contribuito alla promozione della squadra in Eliteserien. Il 9 aprile 2000 ha esordito nella massima divisione locale, schierato titolare nella sconfitta per 4-2 maturata sul campo del Bryne. È rimasto in squadra sino al termine della stagione, che si è conclusa con la retrocessione dello Start in 1. divisjon.

#### Rosenborg
Nel 2001, Johnsen è stato tesserato dal Rosenborg. Ha debuttato con questa casacca il 13 giugno dello stesso anno, nel secondo turno del Norgesmesterskapet: è stato impiegato da titolare nella vittoria interna per 4-0 sullo Steinkjer. Il 4 agosto ha giocato la prima gara di campionato, coincisa con una vittoria per 6-0 sul Moss. Nei primi due anni in squadra, il suo spazio è stato comunque limitato.
Nel 2003, il portiere titolare Árni Gautur Arason ha reso noto che non avrebbe rinnovato il contratto con il club e pertanto il nuovo allenatore del Rosenborg, Åge Hareide, ha dichiarato che Johnsen ne avrebbe preso il posto. L'anno successivo è stato tesserato Ivar Rønningen, ma Johnsen ha mantenuto il posto da titolare sia nel 2004 che nel 2005.
Nel campionato 2006, Johnsen è stato retrocesso a terzo portiere, alle spalle del nuovo acquisto Lars Hirschfeld e di Alexander Lund Hansen. Le sue apparizioni stagionali si sono limitate ad una presenza nella coppa nazionale. Ad agosto ha quindi sostenuto un provino per il Leeds United, ma non è stato messo sotto contratto dal club britannico. Johnsen ha lasciato così il Rosenborg al termine di quella stessa annata, congedandosi con quattro campionati vinti (2001, 2002, 2003 e 2004) ed un Norgesmesterskapet (2003).

#### Lo Strømsgodset ed il breve ritorno al Rosenborg
Prima dell'inizio del campionato 2007, Johnsen si è trasferito in prestito allo Strømsgodset, con il nuovo club che si è riservato il diritto di acquisirne le prestazioni a titolo definitivo. Ha debuttato con questa squadra il 9 aprile, schierato titolare nella vittoria interna per 2-1 sull'Odd Grenland. Ha chiuso la prima stagione in squadra con 26 presenze tra tutte le competizioni. Lo Strømsgodset non ha comunque sfruttato il suo diritto all'acquisto del giocatore, ma il Rosenborg ne ha concesso il prestito per un'ulteriore stagione. Johnsen è stato titolare anche per il campionato successivo, disputando altre 26 partite, per poi tornare al Rosenborg.
Rientrato a Trondheim, Johnsen avrebbe dovuto contendere il posto a Rune Almenning Jarstein ed Alexander Lund Hansen, ma due operazioni al ginocchio lo hanno tenuto lontano dai campi da gioco per tutta la stagione. Col contratto in scadenza al termine di quella stessa annata, il Rosenborg ha scelto di non offrirgli alcun rinnovo. Johnsen ha lasciato la squadra con 123 presenze tra tutte le competizioni.

#### Il ritorno in campo
Nel 2015, Johnsen ha effettuato il suo ritorno sui campi da gioco, giocando per il Randesund in 3. divisjon.

### Nazionale
A livello giovanile, Johnsen ha rappresentato la Norvegia nelle selezioni Under-15, Under-16, Under-17, Under-18, Under-20 e Under-21. Ha rappresentato anche la Norvegia B. Per quanto concerne l'Under-21, ha esordito in data 22 febbraio 2000, schierato titolare nella vittoria per 0-1 contro la Finlandia.
Durante il campionato 2003, sua prima stagione da titolare al Rosenborg, è stato convocato in Nazionale maggiore. Ha debuttato in squadra il 22 maggio, sostituendo Frode Olsen nell'intervallo dell'amichevole vinta per 2-0 contro la Finlandia. Ha giocato per la Norvegia dal 2003 al 2006, totalizzando 18 presenze.

## Statistiche

### Presenze e reti nei club
Statistiche aggiornate al 7 giugno 2016.
| Stagione            | Club                | Campionato          | Campionato | Campionato | Coppe nazionali | Coppe nazionali | Coppe nazionali | Coppe continentali | Coppe continentali | Coppe continentali | Supercoppe | Supercoppe | Supercoppe | Totale | Totale |
| Stagione            | Club                | Comp                | Pres       | Reti       | Comp            | Pres            | Reti            | Comp               | Pres               | Reti               | Comp       | Pres       | Reti       | Pres   | Reti   |
| ------------------- | ------------------- | ------------------- | ---------- | ---------- | --------------- | --------------- | --------------- | ------------------ | ------------------ | ------------------ | ---------- | ---------- | ---------- | ------ | ------ |
| 1997                | Vigør               | 2D                  | ?          | -?         | CN              | ?               | -?              | -                  | -                  | -                  | -          | -          | -          | ?      | -?     |
| 1998                | Start               | 1D                  | 0          | 0          | CN              | ?               | -?              | -                  | -                  | -                  | -          | -          | -          | ?      | -?     |
| 1999                | Start               | 1D                  | 21         | -?         | CN              | 1               | -1              | -                  | -                  | -                  | -          | -          | -          | 22     | -?     |
| 2000                | Start               | ES                  | 22         | -53        | CN              | ?               | -?              | -                  | -                  | -                  | -          | -          | -          | 22+    | -?     |
| Totale Start        | Totale Start        | Totale Start        | ?          | -?         |                 | ?               | -?              |                    | -                  | -                  |            | -          | -          | ?      | -?     |
| 2001                | Rosenborg           | ES                  | 2          | -1         | CN              | 2               | -2              | UCL                | 0                  | 0                  | -          | -          | -          | 4      | -3     |
| 2002                | Rosenborg           | ES                  | 2          | -1         | CN              | 2               | 0               | UCL                | 0                  | 0                  | -          | -          | -          | 4      | -1     |
| 2003                | Rosenborg           | ES                  | 25         | -25        | CN              | 7               | -4              | UCL+CU             | 4+5                | -4                 | -          | -          | -          | 41     | -33    |
| 2004                | Rosenborg           | ES                  | 26         | -34        | CN              | 4               | -7              | UCL                | 10                 | -17                | -          | -          | -          | 40     | -58    |
| 2005                | Rosenborg           | ES                  | 21         | -34        | CN              | 2               | -1              | UCL+CU             | 8+2                | -18                | -          | -          | -          | 33     | -53    |
| 2006                | Rosenborg           | ES                  | 0          | 0          | CN              | 1               | 0               | -                  | -                  | -                  | -          | -          | -          | 1      | 0      |
| 2007                | Strømsgodset        | ES                  | 22         | -39        | CN              | 4               | -7              | -                  | -                  | -                  | -          | -          | -          | 26     | -46    |
| 2008                | Strømsgodset        | ES                  | 24         | -40        | CN              | 2               | -6              | -                  | -                  | -                  | -          | -          | -          | 26     | -46    |
| Totale Strømsgodset | Totale Strømsgodset | Totale Strømsgodset | 46         | -79        |                 | 6               | -13             |                    | -                  | -                  |            | -          | -          | 52     | -92    |
| 2009                | Rosenborg           | ES                  | 0          | 0          | CN              | 0               | 0               | UEL                | 0                  | 0                  | -          | -          | -          | 0      | 0      |
| Totale Rosenborg    | Totale Rosenborg    | Totale Rosenborg    | 76         | -95        |                 | 18              | -14             |                    | 29                 | -39                |            | -          | -          | 123    | -148   |
| 2015                | Randesund           | 3D                  | ?          | -?         | CN              | ?               | -?              | -                  | -                  | -                  | -          | -          | -          | ?      | -?     |
| 2016                | Randesund           | 3D                  | ?          | -?         | CN              | ?               | -?              | -                  | -                  | -                  | -          | -          | -          | ?      | -?     |
| Totale Randesund    | Totale Randesund    | Totale Randesund    | ?          | -?         |                 | ?               | -?              |                    | -                  | -                  |            | -          | -          | ?      | -?     |
| Totale              | Totale              | Totale              | 67         | 0          |                 | 7               | 0               |                    | 6                  | 0                  |            | -          | -          | 80     | 0      |

### Cronologia presenze e reti in Nazionale
| Cronologia completa delle presenze e delle reti in nazionale ― Norvegia | Cronologia completa delle presenze e delle reti in nazionale ― Norvegia | Cronologia completa delle presenze e delle reti in nazionale ― Norvegia | Cronologia completa delle presenze e delle reti in nazionale ― Norvegia | Cronologia completa delle presenze e delle reti in nazionale ― Norvegia | Cronologia completa delle presenze e delle reti in nazionale ― Norvegia | Cronologia completa delle presenze e delle reti in nazionale ― Norvegia | Cronologia completa delle presenze e delle reti in nazionale ― Norvegia |
| Data                                                                    | Città                                                                   | In casa                                                                 | Risultato                                                               | Ospiti                                                                  | Competizione                                                            | Reti                                                                    | Note                                                                    |
| ----------------------------------------------------------------------- | ----------------------------------------------------------------------- | ----------------------------------------------------------------------- | ----------------------------------------------------------------------- | ----------------------------------------------------------------------- | ----------------------------------------------------------------------- | ----------------------------------------------------------------------- | ----------------------------------------------------------------------- |
| 22-5-2003                                                               | Oslo                                                                    | Norvegia                                                                | 2 – 0                                                                   | Finlandia                                                               | Amichevole                                                              | -                                                                       | 46’                                                                     |
| 20-8-2003                                                               | Oslo                                                                    | Norvegia                                                                | 0 – 0                                                                   | Scozia                                                                  | Amichevole                                                              | -                                                                       |                                                                         |
| 6-9-2003                                                                | Zenica                                                                  | Bosnia ed Erzegovina                                                    | 1 – 0                                                                   | Norvegia                                                                | Qual. Euro 2004                                                         | -1                                                                      |                                                                         |
| 10-9-2003                                                               | Oslo                                                                    | Norvegia                                                                | 0 – 1                                                                   | Portogallo                                                              | Qual. Euro 2004                                                         | -1                                                                      |                                                                         |
| 11-10-2003                                                              | Oslo                                                                    | Norvegia                                                                | 1 – 0                                                                   | Lussemburgo                                                             | Qual. Euro 2004                                                         | -                                                                       |                                                                         |
| 15-11-2003                                                              | Valencia                                                                | Spagna                                                                  | 2 – 1                                                                   | Norvegia                                                                | Qual. Euro 2004                                                         | -2                                                                      |                                                                         |
| 19-11-2003                                                              | Oslo                                                                    | Norvegia                                                                | 0 – 3                                                                   | Spagna                                                                  | Qual. Euro 2004                                                         | -3                                                                      | 62’                                                                     |
| 28-4-2004                                                               | Oslo                                                                    | Norvegia                                                                | 3 – 2                                                                   | Russia                                                                  | Amichevole                                                              | -2                                                                      | 46’                                                                     |
| 4-9-2004                                                                | Palermo                                                                 | Italia                                                                  | 2 – 1                                                                   | Norvegia                                                                | Qual. Mondiali 2006                                                     | -2                                                                      |                                                                         |
| 22-1-2005                                                               | Madinat al-Kuwait                                                       | Kuwait                                                                  | 1 – 1                                                                   | Norvegia                                                                | Amichevole                                                              | -1                                                                      |                                                                         |
| 25-1-2005                                                               | Riffa                                                                   | Bahrein                                                                 | 0 – 1                                                                   | Norvegia                                                                | Amichevole                                                              | -                                                                       |                                                                         |
| 28-1-2005                                                               | Amman                                                                   | Giordania                                                               | 0 – 0                                                                   | Norvegia                                                                | Amichevole                                                              | -                                                                       | 46’                                                                     |
| 9-2-2005                                                                | Ta' Qali                                                                | Malta                                                                   | 0 – 3                                                                   | Norvegia                                                                | Amichevole                                                              | -                                                                       |                                                                         |
| 20-4-2005                                                               | Tallinn                                                                 | Estonia                                                                 | 1 – 2                                                                   | Norvegia                                                                | Qual. Mondiali 2006                                                     | -1                                                                      |                                                                         |
| 26-5-2005                                                               | Oslo                                                                    | Norvegia                                                                | 1 – 0                                                                   | Costa Rica                                                              | Amichevole                                                              | -                                                                       |                                                                         |
| 8-6-2005                                                                | Stoccolma                                                               | Svezia                                                                  | 2 – 3                                                                   | Norvegia                                                                | Amichevole                                                              | -2                                                                      |                                                                         |
| 25-1-2006                                                               | San Francisco                                                           | Messico                                                                 | 2 – 1                                                                   | Norvegia                                                                | Amichevole                                                              | -2                                                                      |                                                                         |
| 29-1-2006                                                               | Carson                                                                  | Stati Uniti                                                             | 5 – 0                                                                   | Norvegia                                                                | Amichevole                                                              | -5                                                                      |                                                                         |
| Totale                                                                  |                                                                         | Presenze                                                                | 18                                                                      |                                                                         | Reti                                                                    | -22                                                                     |                                                                         |

## Palmarès

### Club
- Campionato norvegese: 4

Rosenborg: 2001, 2002, 2003, 2004
- Coppa di Norvegia: 1

Rosenborg: 2003

### Individuale
- Portiere dell'anno del campionato norvegese: 1

2003